# Sachalinsångare
Sachalinsångare (Phylloscopus borealoides) är en östasiatisk fågel i familjen lövsångare inom ordningen tättingar, nära släkt med drillsångaren. Den häckar i bergstajga i ett begränsat område på ryska ön Sachalin, i södra Kurilerna samt i delar av egentliga Japan. Vintertid flyttar den till Ryukyuöarna, möjligen även så långt söderut som till Malackahalvön. Beståndet anses vara livskraftigt.

## Kännetecken

### Utseende
Sachalinsångaren är en medelstor (11,5 cm) lövsångare med långt, gräddvitt ögonbrynsstreck och ett brett mörkbrunt ögonstreck. Arten är mycket lik drillsångaren. Sachalinsångaren har dock till skillnad från denna tydlig kontrast mellan gråtonad hjässa och grön- eller bruntonad rygg samt något rostfärgad övergump. Undersidan är smutsvit, mot flankerna och bröstsidorna mer gråbeige.
Vingarna är bruna med grönkantade vingpennor och tertialer (fjädrar på vingen, närmast kroppen). Handpennorna verkar längre än hos drillsångaren, med sju till åtta handpennor utstickande utanför tertialerna. Den bruna stjärten med olivbruna spetsar liknar drillsångarens, men är rätt kort och tvärt avskuren jämfört med nordsångaren. Likt drillsångaren vippar den ofta stjärten nedåt.

### Läten
Locklätet är identiskt med drillsångaren, ett hårt "tit tit" eller metalliskt "piit". På häckplats hörs dock ett eget, ljudligt "tsit tsit". Sången är mycket annorlunda, en mycket ljus och tunn, repetitiv ramsa med tre visslade toner.

## Utbredning och systematik
Fågeln förekommer på Sachalin, södra Kurilerna och i Japan, huvudsakligen på Hokkaido och Honshu. Vintertid flyttar den till Ryukyuöarna, möjligen till Malackahalvön (nyligen påträffad övervintrare i Singapore). Under flyttningen passerar den utöar utanför Korea, sällsynt östra Kinas kust och Taiwan. Den behandlas som monotypisk, det vill säga att den inte delas in i några underarter. Tidigare ansågs den vara en underart till drillsångaren, men har en distinkt sång och något avvikande dräkt, varför den numera allmänt urskiljs som egen art.

### Släktestillhörighet
DNA-studier visar att släktet Phylloscopus är parafyletiskt gentemot Seicercus. Dels är ett stort antal Phylloscopus-arter närmare släkt med Seicercus-arterna än med andra Phylloscopus (däribland sachalinsångare), dels är inte heller arterna i Seicercus varandras närmaste släktingar. Olika taxonomiska auktoriteter har löst detta på olika sätt. De flesta expanderar numera Phylloscopus till att omfatta hela familjen lövsångare, vilket är den hållning som följs här. Andra flyttar bland andra sachalinsångare till ett expanderat Seicercus. Sachalinsångaren är nära släkt med drillsångaren (P. tenellipes). Dessa två står vidare de tre arterna nordsångare närmast.

### Familjetillhörighet
Lövsångarna behandlades tidigare som en del av den stora familjen sångare (Sylviidae). Genetiska studier har dock visat att sångarna inte är varandras närmaste släktingar. Istället är de en del av en klad som även omfattar timalior, lärkor, bulbyler, stjärtmesar och svalor. Idag delas därför Sylviidae upp i ett antal familjer, däribland Phylloscopidae. Lövsångarnas närmaste släktingar är familjerna cettior (Cettiidae), stjärtmesar (Aegithalidae) samt den nyligen urskilda afrikanska familjen hylior (Hyliidae).

## Levnadssätt
Sachalinsångaren häckar i bergsbelägen tajga med kraftigt inslag av barrträd upp till trädgränsen. Under flyttningen ses den i låglänta skogsmiljöer. Fågeln häckar i maj och juni. Den placerar sitt bo i en stubbe eller på marken under en trädrot, vari den lägger fyra till sex ägg som ruvas i 14 dagar. Information om föda saknas.

## Status och hot
Arten har ett stort utbredningsområde, men tros minska i antal, dock inte tillräckligt kraftigt för att den ska betraktas som hotad. Internationella naturvårdsunionen IUCN listar arten som livskraftig (LC).

## Taxonomi och namn
Sachalinsångaren beskrevs som taxon så sent som 1950 av Leonid Aleksandrovich Portenko, då som underart till sachalinsångaren. Typlokalen är ön Kunashir i södra Kurilerna. Det vetenskapliga artnamnet borealoides syftar på nordsångaren (Phylloscopus borealis), där ändelsen -oides är från grekiska och betyder "liknande".